# Longshot
Longshot è un personaggio dei fumetti creato da Ann Nocenti e Art Adams nel 1985, pubblicato dalla Marvel Comics. Ha debuttato nella miniserie di 6 numeri Longshot.

## Biografia del personaggio
Longshot venne creato da Mojo, il dittatore di un universo alternativo chiamato Mojoverso, per intrattenere i suoi spettatori durante spettacoli violenti.
Lo scienziato Arize, suo creatore, gli diede la capacità di alterare le probabilità in suo vantaggio e sperava che questo suo esperimento si ribellasse a Mojo.
Longshot riuscì ad arrivare sulla terra e dopo essere sfuggito al suo padrone, rimase in questo mondo, unendosi anche agli X-Men.
Si innamorò della X-man Dazzler, che sposò quando insieme sconfissero Mojo. Al suo ritorno sulla Terra, Dazzler dichiarò che Longshot era morto; invece successivamente Longshot, o qualcuno che si spaccia per lui, è stato consegnato agli Exiles da Mojo come risultato di un affare.
Gli Exiles avevano bisogno del suo potere per sconfiggere Proteus che stava destabilizzando le realtà con il suo potere. Con gli Exiles arrivò nelle realtà del 2099, dello Squadrone Supremo e del futuro governato dal Maestro, un Hulk tiranno di quella realtà.
È probabilmente il padre di Shatterstar (come dimostra il suo DNA), avuto insieme alla sua amata Dazzler.

## Altre versioni

### Ultimate
La versione ultimate ha gli stessi poteri, ma questi è un mutante terrestre ordinario di nome Arthur Centino, chiamato così in onore ai suoi creatori, e viene catturato da Mojo Adams perché combatta per un suo reality show, sull'isola di Krakoa, il malvagio killer Arcade. Inoltre, qui, Longshot è un assassino ricercato. In seguito alla saga Polo Magnetico si unisce alla confraternita dei mutanti malvagi.

## Poteri e abilità
Longshot riesce a creare un campo che modifica le probabilità garantendogli molta buona sorte e conseguenti probabilità di successo in qualunque cosa faccia. È molto leggero grazie al fatto che le sue ossa sono cave, cosa che lo rende incredibilmente agile e forte. Ha un aspetto umano eccetto per le mani e i piedi dotati di quattro dita ciascuno.

## Altri media

### Televisione
Longhsot appare in:
- Insuperabili X-Men
- Marvel Super Heroes: What The--?!

### Videogiochi
Longshot appare in:
- X-Men II: The Fall of the Mutants
- Marvel: Sfida dei Campioni
- Marvel Strike Force